# المنشية (الشرقية)
قرية المنشية هي إحدى القرى التابعة لمركز بلبيس في محافظة الشرقية في جمهورية مصر العربية. حسب إحصاءات سنة 2006، بلغ إجمالي السكان في المنشية 3516 نسمة، منهم 1698 رجل و1818 امرأة.